# Aikatsu!
Aikatsu! (アイカツ！?, Aikatsu!), contrazione di Idol katsudō! (アイドルカツドウ！?, Aidoru katsudō!, lett. "Attività da idol!"), è un media franchise giapponese prodotto da Bandai Namco, composto da: un videogioco arcade di carte collezionabili, in una serie televisiva anime prodotta da Sunrise e Bandai Namco Pictures (andata in onda per quattro stagioni su TV Tokyo dall'8 ottobre 2012 al 31 marzo 2016) e in tre film d'animazione usciti nei cinema giapponesi (rispettivamente, il 13 dicembre 2014, il 22 agosto 2015 e il 13 agosto 2016). 
Negli episodi le esibizioni sono realizzate in grafica 3D, mentre il resto è animato in 2D.
Ad Aikatsu! è collegato anche un Tamadeco Pierce (un'espansione che si applica al Tamagotchi P's), grazie al quale si ottengono nuovi oggetti, personaggi, luoghi da visitare e temi ispirati alla serie.
Un sequel con protagoniste diverse, intitolato Aikatsu Stars!, è stato trasmesso su TV Tokyo dal 7 aprile 2016 al 29 marzo 2018.

## Trama
La storia si svolge all'Accademia Starlight (スターライト学園?, Sutāraito Gakuen), un prestigioso istituto comprendente scuola media e superiore, dove le ragazze si allenano per diventare idol e prendono parte ad audizioni. Per partecipare alle audizioni, le idol usano le Aikatsu Card, delle carte speciali che contengono la versione digitale degli abiti e degli accessori realizzati da diversi Top Designer. Il risultato dei loro successi dipende molto spesso dalla giusta combinazione delle carte.

### Prima stagione
Ichigo Hoshimiya, dopo aver visto un concerto della famosa idol Mizuki Kanzaki, decide di iscriversi all'Accademia Starlight insieme alla sua migliore amica, Aoi Kiriya. Insieme alla loro compagna di classe, Ran Shibuki, e alle altre ragazze dell'Accademia, Ichigo e Aoi trascorrono ogni giorno allenandosi per le audizioni, con l'obiettivo di diventare anche loro delle idol famose come Mizuki.

### Seconda stagione
Un nuovo istituto, la Dream Academy (ドリームアカデミー?, Dorīmu Akademī) (abbreviata spesso in DreAca), si impone nel mondo dell'educazione degli idol, rivaleggiando con l'Accademia Starlight e mettendola in difficoltà grazie alle sue allieve più preparate, tra cui figurano Seira Otoshiro, una ragazza dalla tonalità perfetta, e Kii Saegusa, produttrice musicale in erba. Le due scuole si fronteggiano per l'assegnazione del titolo di miglior istituto per idol.

### Terza stagione
La terza stagione ha come protagoniste le nuove leve dell'accademia: Akari Ōzora, Sumire Hikami e Hinaki Shinjō. La precedente protagonista Ichigo Hoshimiya ricopre il ruolo della loro senpai veterana, mentre le altre ragazze delle prime stagioni compaiono solo di rado.

### Quarta stagione
Molto simile alla terza, anche qui le protagoniste sono Akari Ōzora, Sumire Hikami e Hinaki Shinjō.

## Personaggi

### Protagoniste

#### Accademia Starlight

##### Prima generazione
Ichigo Hoshimiya (星宮 いちご?, Hoshimiya Ichigo)
Doppiata da: Sumire Morohoshi, Waka (canto) (ed. giapponese)
Protagonista della prima e della seconda stagione. Una tredicenne che frequenta il primo anno della scuola media. Aspira ad ereditare il negozio di bentō da asporto di sua madre, ma dopo aver assistito ad un concerto di Mizuki Kanzaki decide di diventare un'idol, incoraggiata anche da sua madre. È ottimista e allegra e fa del suo meglio affinché il suo talento come idol sbocci all'Accademia Starlight. Non conoscendo bene i meccanismi del mondo dello spettacolo, si fa insegnare quello che non sa dalla sua amica Aoi. Nata il 15 marzo, gruppo sanguigno 0, è brava a cucinare e riconosce ogni tipo di riso al primo assaggio. Figlia di Ringo e Taichi Hoshimiya, ha un fratello minore di nome Raichi. La sua marca preferita di abbigliamento è Angely Sugar, il suo colore è il rosa ed è una idol di tipo cute. Nell'episodio 37, lei e Aoi vengono scelte per formare un nuovo gruppo, le Soleil, per garantire il continuo successo dell'Accademia; in seguito si unisce a loro Ran e Ichigo viene scelta come leader del gruppo. Nell'episodio 94 forma con Seira il duo idol 2wingS; è anche un membro dei gruppi idol temporanei STAR☆ANIS, Dream Star ed Aikatsu8. Nell'episodio 50 parte per l'America per un anno e torna alla fine dell'episodio 51. Nell'episodio 74 si diploma e inizia il liceo, sempre all'Accademia Starlight. Nell'episodio 64 riceve il Premium Rare Dress dei Pesci, mentre nell'episodio 98 ottiene quello dei Gemelli assieme a Seira. Nel film Ichigo diventa la nuova top idol, sorpassando Mizuki ed avverando il suo sogno.
Aoi Kiriya (霧矢 あおい?, Kiriya Aoi)
Doppiata da: Azusa Tadokoro, Fuuri (canto) (ed. giapponese)
Protagonista della prima e della seconda stagione. Migliore amica di Ichigo sin dall'infanzia, è razionale e brillante, oltre ad essere brava ad analizzare una situazione e a ricordare i volti. È molto informata sul mondo dello spettacolo perché ha sempre sognato di farvi parte e per questo motivo Ichigo la chiama "Professoressa Idol" (アイドル博士?, Aidoru-hakase). Nata il 31 gennaio, gruppo sanguigno A, non le piacciono i cibi troppo caldi. La sua frase distintiva è "Non è affatto comune" (「穏やかじゃない」?, "Odayaka ja nai"). La sua marca preferita di abbigliamento è FUTURING GIRL, il suo colore è il blu ed è una idol di tipo cool. Diventa la nuova ragazza immagine per il marchio Pon-Pon Crepe nell'episodio 7. Nell'episodio 37, lei e Ichigo vengono scelte per formare un nuovo gruppo, le Soleil, per garantire il continuo successo dell'Accademia; in seguito si unisce a loro Ran. È un membro dei gruppi idol temporanei STAR☆ANIS e Dream Star. Nell'episodio 74 si diploma e inizia il liceo, sempre all'Accademia Starlight. Nell'episodio 71 ottiene il Premium Rare Dress dell'Acquario.
Ran Shibuki (紫吹 蘭?, Shibuki Ran)
Doppiata da: Ayaka Ōhashi, Sunao (canto, 1ª voce) / Yuna (canto, 2ª voce) (ed. giapponese)
Protagonista della prima e della seconda stagione. Compagna di classe di Ichigo e Aoi, è una ragazza solitaria, ma sa anche essere affettuosa. Poiché nasconde i suoi sentimenti e le sue emozioni davanti ad altre persone, viene chiamata "Bellissima Spada" (美しき刃?, Utsukushiki Yaiba). Lavora nello spettacolo da quando era piccola, quindi si considera una professionista e agisce in modo maturo. Nata il 3 agosto, gruppo sanguigno AB, è brava a posare come modella. La sua marca preferita di abbigliamento è SPICY AGEHA, il suo colore è il viola ed è una idol di tipo sexy. Nell'episodio 35 viene scelta da Mizuki come ultimo membro del gruppo Tristar, ma in seguito si unisce al gruppo delle Soleil, formato da Ichigo e Aoi. Alla fine della prima stagione viene scelta come modella per la SPICY AGEHA. È un membro dei gruppi idol temporanei STAR☆ANIS e Dream Star. Nell'episodio 74 si diploma e inizia il liceo, sempre all'Accademia Starlight. Nell'episodio 57 riceve il Premium Rare Dress del Leone.
Otome Arisugawa (有栖川 おとめ?, Arisugawa Otome)
Doppiata da: Tomoyo Kurosawa, Remi (canto) (ed. giapponese)
Protagonista della prima e della seconda stagione. Debutta nell'episodio 10. Studentessa dell'Accademia Starlight, frequenta una classe diversa da quella di Ichigo. Ama le cose carine, balbetta, e ha paura di commettere errori mentre si esibisce, così comincia ad allenarsi un anno prima. Nata il 5 maggio, gruppo sanguigno B, si impegna molto in quello che fa e ha l'abitudine di dire "Love you!" per ogni cosa che le piaccia. La sua marca preferita di abbigliamento è HAPPY RAINBOW, il suo colore è il giallo ed è una idol di tipo pop. Diventa la nuova Starlight Queen dopo Mizuki. Nell'episodio 38 forma insieme a Sakura e Shion il gruppo Powa²×PuRiRiN, di cui è la leader; è anche un membro dei gruppi idol temporanei STAR☆ANIS, Dream Star ed Aikatsu8. Nell'episodio 74 si diploma e inizia il liceo, sempre all'Accademia Starlight. Nell'episodio 83 riceve il Premium Rare Dress del Toro.
Yurika Todo (藤堂 ユリカ?, Tōdō Yurika)
Doppiata da: Manami Numakura, Moe (canto, 1ª voce) / Remi (canto, 2ª voce) (ed. giapponese)
Protagonista della prima e della seconda stagione. Debutta nell'episodio 19. Studentessa dell'Accademia Starlight, è in classe con Otome e veste spesso in stile gothic lolita. Auto-proclamatasi principessa vampira seicentenaria, in pubblico si comporta come se fosse un non-morto, riparandosi dalla luce del Sole con un ombrello. In privato, però, è una ragazza più comune, affascinata dai manga sui vampiri, che ama il ramen all'aglio. Una frase che ripete spesso è "Succhierò il tuo sangue!" (「血を吸うわよ！」?, "Chi wo sū wa yo!"). Fa parte dei gruppi idol temporanei STAR☆ANIS ed Aikatsu8. È nata il 26 dicembre, gruppo sanguigno B. La sua marca preferita di abbigliamento è LoLi GoThiC, il suo colore è il verde veronese ed è una idol di tipo cool. Nell'episodio 38 viene scelta per sostituire Ran nel gruppo Tristar. Nell'episodio 74 si diploma e inizia il liceo, sempre all'Accademia Starlight. Nell'episodio 89 riceve il Premium Rare Dress del Capricorno.
Sakura Kitaoji (北大路 さくら?, Kitaōji Sakura)
Doppiata da: Kiyono Yasuno, Eri (canto) (ed. giapponese)
Protagonista della prima e della seconda stagione. Debutta nell'episodio 26. Studentessa dell'Accademia Starlight, ha un fratello gemello, Sakon, il quale inizialmente era contrario alla carriera di idol della sorella. Ha un anno meno di Ichigo, che diventa la sua mentore. Proviene da una nota famiglia di teatro kabuki, il "Teatro Kitaoji", e per questo, quando ricorda qualcosa, si lascia andare a rievocazioni teatrali dell'accaduto. Fa parte del gruppo idol temporaneo STAR☆ANIS. È nata il 6 aprile, gruppo sanguigno A. È una idol di tipo cute, il suo colore è il verde. La sua marca preferita di abbigliamento è Aurora Fantasy. Nell'episodio 38 forma insieme a Otome e Shion il gruppo Powa²×PuRiRiN. Nell'episodio 124 diventa la nuova Starlight Queen, succedendo Otome.
Kaede Ichinose (一ノ瀬 かえで?, Ichinose Kaede)
Doppiata da: Yūna Mimura, Yuna (canto) (ed. giapponese)
Protagonista della prima e della seconda stagione. Debutta nell'episodio 33. Studentessa dell'Accademia Starlight, è tornata in Giappone dopo una lunga permanenza negli Stati Uniti, dove suo padre dirige una grande catena di sushi, la "Kaede Sushi", per la quale la ragazza ha realizzato diverse pubblicità. Avendo vissuto oltreoceano, usa molte frasi in inglese e ha l'abitudine di salutare le persone baciandole sulla guancia. È affascinata dalla magia e ama esibirsi in vari trucchi. Poco dopo l'iscrizione all'Accademia, viene scelta come primo membro del nuovo gruppo di Mizuki, le Tristar. Fa parte del gruppo idol temporaneo STAR☆ANIS. È nata il 23 novembre, gruppo sanguigno 0. È una idol di tipo pop, il suo colore è l'arancione. La sua marca preferita di abbigliamento è MAGICAL TOY. Nell'episodio 74 si diploma e inizia il liceo, sempre all'Accademia Starlight.

##### Seconda generazione
Akari Ozora (大空 あかり?, Ōzora Akari)
Doppiata da: Shino Shimoji, Ruka (canto) (ed. giapponese)
Protagonista della terza stagione, debutta nella seconda. Studentessa dell'Accademia Starlight, viene scelta da Ichigo durante le audizioni, nonostante, inizialmente, abbia qualche difficoltà sia nel ballo che nel canto. Goffa e ansiosa, nonostante pianga e si faccia prendere facilmente dalla frustrazione, sa essere molto determinata. Impara in fretta dai propri errori. È una grande ammiratrice di Ichigo. Nell'episodio 104 diventa la nuova ragazza immagine per il marchio Pon-Pon Crêpe, mentre nell'episodio 116 inizia a condurre la trasmissione "Meteo Ozora" (大空お天気?, Ōzora Otenki). Nata il 1º aprile, gruppo sanguigno A. È una idol di tipo cute, il suo colore è il rosa corallo. La sua marca preferita di abbigliamento è Dreamy Crown e alla fine della quarta stagione riesce a diventare la nuova Starlight Queen. Sua madre si chiama Koharu. Assieme a Madoka fa parte del duo idol Skips♪, mentre con Sumire ed Hinaki forma il trio idol Luminas.
Sumire Hikami (氷上 スミレ?, Hikami Sumire)
Doppiata da: Yū Wakui, Mona (canto) (ed. giapponese)
Protagonista della terza stagione. Studentessa dell'Accademia Starlight, è bella, gentile e parla poco, e ha una passione per la chiaroveggenza e i tarocchi. All'inizio è piuttosto solitaria, poiché percepisce l'Accademia Starlight e il mondo delle idol come luoghi pieni di rivali, dove solo una persona può primeggiare sulle altre, ma cambia idea grazie ad Akari, che diventa la sua compagna di stanza. Ammira molto Yurika e ha una sorella maggiore, Azusa. Nata il 20 ottobre, gruppo sanguigno AB. La sua marca preferita di abbigliamento è LoLi GoThiC. È una idol di tipo cool ed il suo colore è il viola pervinca. Assieme a Rin fa parte del duo idol Dancing Diva, mentre con Akari ed Hinaki forma il trio idol Luminas.
Hinaki Shinjo (新条 ひなき?, Shinjō Hinaki)
Doppiata da: Yui Ishikawa, Miki (canto) (ed. giapponese)
Protagonista della terza stagione. Studentessa dell'Accademia Starlight, è molto esperta di Aikatsu! Cards e ama la moda. È una ragazza energica ed informale che va d'accordo con tutti. Per rivolgersi a se stessa usa il nomignolo "Hina". Hinaki ha iniziato a calcare le scene durante l'infanzia, pertanto ha più esperienza rispetto alle sue coetanee, ma talvolta si sente insicura perché le sembra di non dire nulla di nuovo. Nell'episodio 117 passa l'audizione per diventare modella per il giornale Puchi-Puchi. Nata l'11 giugno, gruppo sanguigno B. La sua marca preferita di abbigliamento è ViVid Kiss, il suo colore è il verde chartreuse ed è una idol di tipo pop. Con Juri forma il duo idol Passionate✮Jalapeño, mentre con Akari e Sumire il gruppo Luminas.
Juri Kurebayashi (紅林 珠璃?, Kurebayashi Juri)
Doppiata da: Aya Saito, Miho (canto) (ed. giapponese)
Protagonista della terza stagione. Studentessa dell'Accademia Starlight, è una ragazza passionale, figlia della famosa attrice Karen Kurebayashi e di un noto chef spagnolo. Ha cominciato a lavorare nello spettacolo da piccola, diventando amica di Hinaki, ma solo in seguito si è resa conto che le veniva proposto un lavoro solo grazie al nome di sua madre. Juri ha così deciso di rifiutare tutte le offerte e di studiare fino al momento in cui non sarà sicura delle sue doti di attrice. È capace di imparare ogni copione a memoria semplicemente leggendolo un paio di volte, come ha dimostrato durante le riprese della serie televisiva della quale è protagonista, "Aikatsu Sensei". Juri ha l'abitudine di inserire frasi spagnole durante il parlato, eseguendo pose di flamenco nel mentre. Nata il 31 luglio, gruppo sanguigno 0. La sua marca preferita di abbigliamento è Sangria Rosa, il suo colore è il rosso cremisi ed è una idol di tipo sexy. Con Hinaki forma il duo idol Passionate✮Jalapeño, mentre con Rin e Madoka il gruppo Vanilla Chili Pepper.
Madoka Amahane (天羽 まどか?, Amahane Madoka)
Doppiata da: Chihiro Kawakami, Nanase (canto) (ed. giapponese)
Protagonista della terza stagione. Studentessa dell'Accademia Starlight, è nota per il sorriso dolce e l'aspetto innocente, dietro al quale si cela un carattere deciso. La sua marca preferita di abbigliamento è Angely Sugar, disegnata da sua nonna, Asuka Amahane. Nata il 14 febbraio, gruppo sanguigno 0. È una idol di tipo cute, il suo colore è l'azzurro. Forma assieme ad Akari il duo idol Skips♪, mentre con Juri e Rin il gruppo Vanilla Chili Pepper.
Rin Kurosawa (黒沢 凛?, Kurosawa Rin)
Doppiata da: Yūki Takada, Kana (canto) (ed. giapponese)
Protagonista della terza stagione. Studentessa dell'Accademia Starlight, in origine era una street dancer, la cui abilità nel ballo le è valsa il titolo di "Fulmine danzante". È una grande ammiratrice di Johnny sin da quando era bambina. Ha una sorella maggiore. Nata il 1 gennaio, gruppo sanguigno AB. La sua marca preferita di abbigliamento è Dance Fusion. È una idol di tipo cool il cui colore è il blu marino. Forma assieme a Sumire il duo idol Dancing Diva, mentre con Juri e Madoka il gruppo Vanilla Chili Pepper.
Nono Daichi (大地 のの?, Daichi Nono)
Doppiata da: Kotori Koiwai, Miho (canto) (ed. giapponese)
Protagonista della quarta stagione, è una idol proveniente dall'Hokkaidō con la passione per il canto sin da quando era piccola. Al contrario di Risa, la quale è sua amica d'infanzia, Nono è energica ed infantile, non pensando mai prima di dire qualcosa. È una grande fan delle Luminas e tiene molto a chi la circonda. Viene chiamata  "Nonocchi" (ののっち?) da Risa e la sua famiglia. È una idol di tipo sexy ed il suo brand preferito è Dolly Devil, che condivide con Risa. Il suo colore è il fucsia.
Risa Shirakaba (白樺 リサ?, Shirakaba Risa)
Doppiata da: Sanae Fuku, Nanase (canto) (ed. giapponese)
Protagonista della quarta stagione, è una idol proveniente dall'Hokkaidō, migliore amica sin dall'infanzia di Nono. Diversamente dall'amica, Risa è calma e matura, ma si imbarazza spesso se qualcosa di infantile viene detto a suo conto; oltre a questo è razionale e determinata, dimostrando passione verso l'attività di idol. Viene chiamata "Risappe" (リサっぺ?) da Nono e la sua famiglia. È una idol di tipo sexy e la sua marca d'abbigliamento preferita è Dolly Devil, che condivide con Nono. Il suo colore è il lavanda.

#### Dream Academy
Seira Otoshiro (音城 セイラ?, Otoshiro Seira)
Doppiata da: Kaori Ishihara, Fuuri (canto) (ed. giapponese)
Debutta nella seconda stagione ed è una nuova studentessa della Dream Academy. Ha avuto diverse esperienze musicali, ed è molto dotata per la musica rock, con un timbro di voce perfetto. Nata l'11 novembre, gruppo sanguigno A, adora i gatti. Ha una sorella minore, Noeru; i suoi genitori, Takako e Sota, gestiscono una caffetteria, il Cafe Vivo, vicino al negozio di bentō da asporto della famiglia di Ichigo. La sua marca d'abbigliamento preferita è Swing ROCK. È una idol di tipo cool, il suo colore è il rosso violaceo. Assieme ad Ichigo forma nell'episodio 94 il duo idol 2wingS, e fa parte dei gruppi idol temporanei Aikatsu8 e Dream Star. Nell'episodio 51 riceve il Pramium Rare Dress dello Scorpione, mentre nell'episodio 98 riceve quello dei Gemelli, in coppia con Ichigo.
Kii Saegusa (冴草 きい?, Saegusa Kī)
Doppiata da: Chuna, Yuna (canto) (ed. giapponese)
Debutta nella seconda stagione ed è una studentessa della Dream Academy, dove frequenta il corso per produttori musicali e in seguito diviene la produttrice di Seira. Ciò nonostante, con il sostegno di Seira, debutta come idol nell'episodio 55, partecipando all'audizione per scegliere la nuova ragazza-immagine delle Pon-Pon Crepe al posto di Aoi; avendo debuttato come idol, comincia a seguire il corso per idol, non abbandonando comunque il corso per produttori musicali. Nata il 3 dicembre, gruppo sanguigno 0, ha l'abitudine di dire "Okeokeokay!". Sua madre Sanae vive su un'isola, dove è l'unico medico, e manda sempre alla figlia degli oggetti fatti a mano. Diventa un membro del gruppo idol temporaneo Dream Star. La sua marca d'abbigliamento preferita è MAGICAL TOY, il suo colore è il verde lime ed è una idol di tipo pop. Nell'episodio 66 riceve il Premium Rare Dress del Sagittario.
Sora Kazesawa (風沢 そら?, Kazesawa Sora)
Doppiata da: Minami Takahashi, Sunao (canto, 1ª voce) / Eri (canto, 2ª voce) (ed. giapponese)
Debutta nella seconda stagione ed è una studentessa della Dream Academy. Nota modella dell'Accademia, frequenta sia il corso per idol che per designer. Interessata al fashion design, possiede una propria linea di abbigliamento, Bohemian Sky, ispirata alla sua amica Mimi incontrata in Marocco. Debutta con la sua nuova linea nell'episodio 61. Ha un pappagallo di nome Palm ed è la migliore amica di Maria. Diventa un membro dei gruppi idol temporanei Aikatsu8 e Dream Star. Nata il 2 ottobre, gruppo sanguigno B. È una idol di tipo sexy il cui colore è l'indaco. Nell'episodio 61 crea il Premium Rare Dress della Bilancia.
Maria Himesato (姫里 マリア?, Himesato Maria)
Doppiata da: Misako Tomioka, Eri (canto) (ed. giapponese)
Debutta nella seconda stagione ed è una studentessa della Dream Academy. Viene dalla montagna e anche lei, come la sua migliore amica Sora, è una nota modella. È brava nel truccare ed è molto educata. Possiede un'enorme villa e i suoi genitori sono sempre in viaggio per affari. È particolarmente affezionata alla sua mucca, di nome Elizabeth III. Diventa un membro dei gruppi idol temporanei Aikatsu8 e Dream Star. Nata il 18 aprile, gruppo sanguigno 0. È una idol di tipo cute, il suo colore è l'albicocca, e la sua marca d'abbigliamento preferita è Aurora Fantasy. Nell'episodio 68 riceve il Premium Rare Dress dell'Ariete.
Noeru Otoshiro (音城 ノエル?, Otoshiro Noeru)
Doppiata da: Kanako Miyamoto (ep. 53-64) e Ai Kakuma, Ayane (canto) (ed. giapponese)
È la sorella minore di Seira e debutta nell'episodio 53 della seconda stagione. All'inizio è una compagna di classe di Raichi e nell'episodio 172 diventa una studentessa ed aspirante idol della Dream Academy, come la sorella. È nata il 25 dicembre, è una idol di tipo cute e la sua marca di abbigliamento preferita è Angely Sugar. Il suo colore è il rosa anguria. A partire da Aikatsu on Parade! Dream Story diventa la protagonista della serie assieme a Raki.

#### WM
Mizuki Kanzaki (神崎 美月?, Kanzaki Mizuki)
Doppiata da: Minako Kotobuki, Risuko (canto) (ed. giapponese)
Protagonista della prima e della seconda stagione. Un'idol affermata nota per le capacità canore, numero uno dell'Accademia Starlight. Ha un anno in più di Ichigo, Aoi e Ran. È molto elegante e tutte aspirano a diventare come lei. Inizialmente lavorava come modella ed era pressoché sconosciuta, ma dopo un anno di intenso lavoro lontana dalle scene, riuscì ad affermarsi velocemente. Nata il 18 settembre, gruppo sanguigno A. È una idol di tipo sexy, il suo colore è il magenta. Al suo terzo anno all'Accademia, realizza la nuova marca di abbigliamento LOVE QUEEN. Nell'episodio 32 annuncia il progetto per formare un nuovo gruppo, le Tristar, scegliendo come partner Kaede e Ran. Dopo che Ran lascia il gruppo, sceglie come nuovo membro Yurika. Dopo che Ichigo parte per l'America, anche lei lascia l'Accademia Starlight per seguire il suo percorso. Nell'episodio 63 svela a Ichigo, Aoi e Ran di essere la mente dietro il lavoro svolto dalla Dream Academy e che ha deciso di diventare produttrice. Ritorna nell'episodio 75 con la sua nuova marca di abbigliamento Love Moonrise e la sua agenzia personale Moonlight Office; nell'episodio 78 forma con Mikuru il duo WM. Nell'episodio 75 debutta con il Premium Rare Dress della Vergine.
Mikuru Natsuki (夏樹 みくる?, Natsuki Mikuru)
Doppiata da: Aya Suzaki, Mona (canto) (ed. giapponese)
Debutta nella seconda stagione. Non è una idol, infatti lavora in un negozio di giardinaggio, ma si allena con Mizuki per diventarlo. Nata in Danimarca, la sua famiglia si è trasferita in Giappone quando lei aveva tre anni. È una ragazza di buone intenzioni, amichevole, dolce, solare ed energica. Ha uno spirito libero. A causa della sua passione per loro, paragona spesso le persone ai fiori. Nata il 7 luglio, gruppo sanguigno 0. È una idol di tipo pop, il suo colore è il rosa vivo. La sua marca d'abbigliamento preferita è ViVid Kiss. Adora il gelato e la soda. Nell'episodio 78 forma con Mizuki il duo WM. Nell'episodio 84 riceve il Premium Rare Dress del Cancro.

#### Idol esterne
Miyabi Fujiwara (藤原 みやび?, Fujiwara Miyabi)
Doppiata da: Akira Sekine, Remi (canto) (ed. giapponese)
Protagonista della terza stagione. Studentessa della Scuola privata femminile Himezakura di Kyoto, si trasferisce all'Accademia Starlight per un breve periodo intenta a trovare il suo vero potenziale da idol. È una ragazza seria, laboriosa e tranquilla, dotata di grazia ed eleganza. Si imbarazza quando qualcuno le dice che è carina, oppure quando si ritrova a fare qualcosa non da lei. Poiché proveniente da una lunga stirpe di samurai Miyabi è appassionata di naginata-do. Assieme a Kokone forma il duetto idol Amafuwa☆Nadeshiko. Nata il 14 settembre, gruppo sanguigno B. È una idol di tipo sexy, il suo colore è il viola. La sua marca preferita di abbigliamento è Sakurairo Kaden.
Kokone Kurisu (栗栖 ここね?, Kurisu Kokone)
Doppiata da: Kanae Itō, Eri (canto) (ed. giapponese)
Protagonista della terza stagione, è un'idol della Étoile Academy di Kōbe trasferitasi per un breve periodo alla Starlight Academy. È solare, amichevole e ama essere al centro dell'attenzione. Migliore amica di Miyabi, ha l'abitudine di dire "Il centro del mondo è Kokone!" (「世界の中心はここね！」?, "Sekai no chūshin wa Kokone!"). I suoi genitori gestiscono un negozio di dolci. Assieme a Miyabi forma il duetto idol Amafuwa☆Nadeshiko. Nata il 21 agosto, gruppo sanguigno A. È una idol di tipo pop il cui colore è il verde lime. La sua marca preferita di abbigliamento è Retro Clover.
Nina Dōjima (堂島 ニーナ?, Dōjima Nīna)
Doppiata da: Asami Yano, Kana (canto) (ed. giapponese)
Protagonista della quarta stagione, è una studentessa della Naniwa World's No.1 Academy di Osaka. Oltre alla sua carriera da idol ne gestisce anche una come comica. È brava in matematica ed affronta le situazioni riflettendo sulla base di diversi calcoli mentali. Nata il 7 febbraio, gruppo sanguigno AB. È una idol di tipo pop, il suo colore è il ciano, e la sua marca d'abbigliamento preferita è Mecha PaniQ.

### Altri personaggi

#### Accademia Starlight
Orihime Mitsuishi (光石 織姫?, Mitsuishi Orihime)
Doppiata da: Kaya Matsutani, Risa (canto) (ed. giapponese)
La preside dell'Accademia Starlight. In passato, era conosciuta a livello nazionale come membro del famoso duo idol Masquerade, con il nome di Hime; il duo si sciolse all'apice del loro successo, quando la sua compagna Miya lasciò misteriosamente il mondo dello spettacolo. Come idol esperta, Orihime ha molte conoscenze sul loro mondo, e non vuole altro che vedere le sue studentesse fare del loro meglio. Le danno spesso fastidio gli atteggiamenti esagerati di Johnny.
Johnny Bepp (ジョニー 別府?, Jonī Bepp)
Doppiato da: Makoto Yasumura (ed. giapponese)
Insegnante e coreografo dell'Accademia Starlight, e coordinatore della classe di Ichigo. È una persona molto vivace e usa spesso parole o frasi in inglese. In seguito si scopre essere stato il coreografo del famoso duo Masquerade e lo speciale coach di Mizuki.
Naoto Suzukawa (鈴川 直人?, Suzukawa Naoto)
Doppiato da: Toshiyuki Toyonaga (ed. giapponese)
Custode dell'Accademia Starlight, talvolta aiuta Ichigo e Aoi se hanno dei problemi. È il fratello più piccolo di Tiara, la preside della DreAca. È segretamente il cantante di una rock band, i More-Than-True, di cui fanno parte anche i suoi amici Hiro, Shurato e King; Ichigo viene a conoscenza del loro segreto nell'episodio 11.
Honoka Tsukikage (月影 ほのか?, Tsukikage Honoka)
Doppiata da: Yū Asakawa (ed. giapponese)
La manager di Mizuki.
Shion Kamiya (神谷 しおん?, Kamiya Shion)
Doppiata da: Asami Seto, Yuna (canto) (ed. giapponese)
Debutta nell'episodio 14. Studentessa dell'Accademia Starlight, ha debuttato all'età di 10 anni, diventando una popolare attrice bambina. È nota con il soprannome di "Attrice dai Sette Volti" (七つの顔を持つ女優?, Nanatsu no kao wo motsu joyū) per la sua capacità di impersonare al meglio ogni ruolo. Inizialmente appare fredda e distaccata. Nell'episodio 38 forma, insieme a Otome e Sakura, il gruppo Powa²×PuRiRiN. Quando i tre gruppi, Soleil, Tristar e Powa²×PuRiRiN si uniscono momentaneamente come STAR☆ANIS, sceglie di non entrare a farne parte per concentrarsi sulla sua carriera di attrice: di lì a poco, ottiene la parte di Alice in Alice nel Paese delle Meraviglie. È una idol di tipo cool, il suo colore è il verde scuro e la sua marca d'abbigliamento preferita è Futuring Girl.
Hikari Minowa (三ノ輪 ヒカリ?, Minowa Hikari)
Doppiata da: Satomi Moriya, Yuniko (canto) (ed. giapponese)
Debutta nell'episodio 8. Studentessa dell'Accademia Starlight, si è affermata grazie al web. Si allena nei sotterranei dell'Accademia e per questo viene chiamata "Il sole sotterraneo" (地下の太陽?, Chika no taiyō). È rivale di Ran ed è molto sicura di sé. È una idol di tipo sexy, il suo colore è il violetto ed il suo marchio d'abbigliamento preferito è Spicy Aghea.
Michelle Tachibana (立花 ミシェル?, Tachibana Misheru)
Doppiata da: Sanae Fuku (ed. giapponese)
Studentessa dell'Accademia Starlight, è per metà giapponese e per metà americana. Ha fatto parte del duo di idol Splash insieme ad Asami ed è amica di Ran. Mostra di tenere molto alla sua amicizia con Asami, quando nell'episodio 33, durante le selezioni per il gruppo Tristar, dopo che Asami è stata eliminata, decide di auto-eliminarsi perché non vuole entrare nel gruppo senza di lei.
Asami Himuro (氷室 朝美?, Himuro Asami)
Doppiata da: Ibuki Kido (ed. giapponese)
Studentessa dell'Accademia Starlight, è timida e tranquilla. Ha fatto parte del duo di idol Splash insieme a Michelle ed è amica di Ran.
Yuu Hattori (服部 ユウ?, Hattori Yū)
Doppiata da: Haruka Terui (ed. giapponese)
Studentessa dell'Accademia Starlight e compagna di stanza di Akari, che conforta ogni volta che si sente giù. Nella terza stagione, lei e Akari non sono più in camera insieme a causa di un'infiltrazione d'acqua nel loro alloggio. Dall'episodio 118 all'episodio 121 diventa una studentessa in scambio con la Himezakura Academy, venendo sostituita da Miyabi, mentre dall'episodio 135 all'episodio 141 con la Étoile Academy, venendo sostituita da Kokone. Ama la danza jazz e i pancake. È una idol di tipo cool, il suo colore è il celeste carta da zucchero e la sua marca d'abbigliamento preferita è Swing ROCK.
Matsuri Hasegawa (長谷川 まつり?, Hasegawa Matsuri)
Doppiata da: Asami Yano (ed. giapponese)

#### Dream Academy
Tiara Yumesaki (夢咲 ティアラ?, Yumesaki Tiara)
Doppiata da: Aya Endō (ed. giapponese)
La preside della Dream Academy, in passato ha lavorato presso una compagnia e nello staff del duo Masquerade, in cui conobbe la preside Orihime. È la sorella maggiore di Naoto Suzukawa. Il nome Tiara Yumesaki non è il suo vero nome, ma il suo nome d'arte.

#### Top Designer
Asuka Amahane (天羽 あすか?, Amahane Asuka)
Doppiata da: Kikuko Inoue (ed. giapponese)
È la top designer della Angely Sugar, la marca di abbigliamento preferita di Ichigo e Madoka. È una donna di mezz'età dai modi gentili, amica della preside Orihime. Appare per la prima volta nell'episodio 9.
Rei Kamishiro (神代 レイ?, Kamishiro Rei)
Doppiato da: Kenji Nojima (ed. giapponese)
È il top designer della FUTURING GIRL, la marca di abbigliamento preferita di Shion ed Aoi. Quest'ultima nutre una grande ammirazione per lui perché le ha fatto conoscere la FUTURING GIRL. Appare per la prima volta nell'episodio 40, ma viene nominato già nell'episodio 9.
Anna Tachibana (橘 杏奈?, Tachibana Anna)
Doppiata da: Yōko Soumi (ed. giapponese)
È la top designer della SPICY AGEHA, la marca di abbigliamento preferita di Ran ed Hikari. Appare per la prima volta nell'episodio 8.
Makoto Nijigabara (虹ヶ原 マコト?, Nijigabara Makoto)
Doppiato da: Shin'ichirō Miki (ed. giapponese)
È il top designer della HAPPY RAINBOW, la marca di abbigliamento preferita di Otome. È amico delle Green Grass ed è molto rigido sul tempo: infatti, nell'episodio 15 non vuole dare le Premium Cards a Otome perché è arrivata in ritardo, ma dopo averla vista con uno degli anelli appartenuti a suo padre, decide di dargliele. Appare per la prima volta nell'episodio 15.
Maya Yumekoji (夢小路 魔夜?, Yumekōji Maya)
Doppiato da: Tōru Ōkawa (ed. giapponese)
È il top designer della LoLi GoThiC, la marca di abbigliamento preferita di Yurika e Sumire. Vive in una villa spettrale e finge di risiedervi da più di 300 anni. Vuole solo persone dalla personalità forte per i suoi abiti, che possano affrontare anche uno scandalo. Ha al suo servizio diversi servitori e cameriere che, travestiti da mostri, spaventano coloro che si credono tanto coraggiosi da voler visitare la sua villa. Appare per la prima volta nell'episodio 20.
Green Grass (グリーン・グラス?, Gurīn Gurasu)
Doppiate da: Ayumi Tsunematsu (Lisa) e Yūka Nakatsukasa (Elena) (ed. giapponese)
Le gemelle Lisa e Elena Hiragi (柊?, Hīragi), persone riservate e amiche di Makoto Nijigabara, sono le top designer della Aurora Fantasy, la marca di abbigliamento preferita di Sakura e Maria, note in passato per aver scritto il libro illustrato preferito dalla ragazza, "Il Dono delle Fate" (妖精のおくりもの?, Yōsei no Okurimono). Invece di rispondere alla lettera di Sakura, le consegnano di persona le Premium Card della Aurora Fantasy e l'abbracciano come ringraziamento per essere andata a trovarle. Appaiono per la prima volta nell'episodio 30.
Marcel (マルセル?, Maruseru)
È il top designer della MAGICAL TOY, la marca di abbigliamento preferita di Kaede e Kii, ed è anche un clown di strada. Appare per la prima volta nell'episodio 34, quando Kaede racconta a Ichigo e alle altre come l'abbia conosciuto e che è grazie a lui che ha cominciato ad interessarsi alla magia. Il suo nome viene menzionato per la prima volta nell'episodio 66.
Kayoco (かよこ?, Kayoko)
È la top designer della ViVid Kiss, la marca di abbigliamento preferita di Mikuru ed Hinaki.
Tsubasa Sena (瀬名 翼?, Sena Tsubasa)
Doppiato da: Atsushi Tamaru (ed. giapponese)
È il top designer della Dreamy Crown, la marca di abbigliamento preferita di Akari. Tsubasa è un ex-pupillo di Asuka Amahane, top designer della Angely Sugar, e mentre lavorava con lei ha ideato la propria marca di abbigliamento, che Akari ha aiutato a lanciare, spronando Tsubasa a credere di più in se stesso.
Encierro Atsuji (エンシエロ篤?, Enshiero Atsushi)
Doppiato da: Yasunori Matsumoto (ed. giapponese)
È il top designer della Sangria Rosa, la marca di abbigliamento preferita di Juri.
Sunny (サニー?, Sanī)
Doppiato da: Kōsuke Toriumi (ed. giapponese)
È il top designer della Dance Fusion, la marca di abbigliamento preferita di Rin. È stato parte del gruppo di ballerini Sunny & Johnny assieme a Johnny Bepp.
Lucy Kisaragi (如月 ルーシー?, Kisaragi Rūshī)
Doppiato da: Ryōko Shiraishi (ed. giapponese)
È la top designer della Dolly Devil, la marca di abbigliamento preferita di Nono e Risa. Ha uno spirito libero e si allontana spesso ed inavvertitamente dal lavoro causando guai ai suoi dipendenti. Le sue scorribande vengono da lei chiamate "Happening Hunts" dove riesce a trovare ispirazione per i suoi design.

#### Famiglia Hoshimiya
Ringo Hoshimiya (星宮 りんご?, Hoshimiya Ringo)
Doppiata da: Mamiko Noto, Eimi (canto) (ed. giapponese)
La madre di Ichigo, gestisce un negozio di bentō da asporto, il Nandemo Bento (何でも弁当?, Nandemo Bento). Quando Raichi le racconta che Ichigo vuole diventare un'idol, le dice di fare ciò che desidera per realizzare il suo sogno. In gioventù, è stata membro del famoso duo idol Masquerade con il nome di Miya; il duo si sciolse all'apice del loro successo, quando lei lasciò il mondo dello spettacolo. Racconta a Ichigo del suo passato come idol nell'episodio 48.
Taichi Hoshimiya (星宮 太一?, Hoshimiya Taichi)
Doppiato da: Takehito Koyasu (ed. giapponese)
Il padre di Ichigo e Raichi, è spesso in viaggio per affari. Racconta spesso dei luoghi che visita come se fossero posti selvaggi e non racconta mai bugie.
Raichi Hoshimiya (星宮 らいち?, Hoshimiya Raichi)
Doppiato da: Asami Seto (ed. giapponese)
Il fratello minore di Ichigo, adora il mondo dello spettacolo ed è un grande fan di Mizuki Kanzaki, cosa che ha influenzato anche la sorella. Riconosce a naso le idol, dicendo che hanno un particolare profumo. Ha una cotta per Aoi.

## Terminologia
Aikatsu Card (アイカツカード?, Aikatsu Kādo)
Le Aikatsu Cards sono carte che contengono, in forma digitale, i capi d'abbigliamento che vengono indossati dalle idol durante le esibizioni nelle audizioni. Sono divise in quattro categorie: parte superiore, parte inferiore, scarpe e accessori. Alcune contengono capi costituiti da un unico pezzo. Gli abiti sono di varie marche e hanno un diverso livello di rarità. La maggior parte dei vestiti fanno parte di una determinata combinazione, ma possono anche essere mescolati tra loro.
Carta dello studente (学生証?, Gakuseishō)
Ogni studente dell'Accademia Starlight possiede una carta identificativa personale che gli permette di accedere all'Aikatsu System.
Aikatsu System (アイカツシステム?, Aikatsu Shisutemu)
Il sistema che permette l'utilizzo delle Aikatsu Cards. Prima di esibirsi, ogni idol entra in un camerino nel cui specchio inserisce la propria carta dello studente e le Aikatsu Cards prescelte. Attraversato lo specchio e indossati gli abiti, comincia lo spettacolo su un palco digitale dotato di vari effetti olografici che servono a coinvolgere maggiormente lo spettatore, anche attraverso il web. L'Aikatsu System misura inoltre il livello di eccitazione degli spettatori, determinando il successo o l'insuccesso della prestazione.
Aikatsu Phone (アイカツフォン?, Aikatsu Fon)
Smartphone messo a disposizione di ogni studente dell'Accademia Starlight, funge anche da agenda e deposito di Aikatsu Cards.
Special Appeal (スペシャルアピール?, Supesharu Apīru)
Lo Special Appeal è una tecnica usata durante un'esibizione, quando l'idol riesce a trarre il massimo dagli abiti che indossa generando un'illusione magica sul palco. La maggior parte degli idol riesce a eseguirne al massimo due o tre a spettacolo, ma Mizuki riesce a realizzarne quattro, per questo è considerata una leggenda.
Constellation (星座?, Seiza)
La nuova linea di abiti realizzati, nella seconda stagione, dai Top Designer della Angely Sugar, FUTURING GIRL, SPICY AGEHA, HAPPY RAINBOW, LoLi GoThiC, Aurora Fantasy e MAGICAL TOY che hanno collaborato per questo progetto.
Constellation Appeal (星座アピール?, Seiza Apīru)
È una tecnica usata durante un'esibizione, simile allo Special Appeal, ma può essere eseguita solo indossando gli abiti della linea Constellation. È possibile eseguirla solo quando la barra di gradimento di un'idol raggiunge il massimo.

## Episodi
La serie è formata complessivamente da 178 episodi, divisi in quattro stagioni, andati in onda su TV Tokyo dall'ottobre 2012 al marzo 2016.

### Colonna sonora

#### Sigle
Le sigle di apertura, di NARASAKI, e le sigle di chiusura, di MONACA, sono prodotte da SADESPER RECORD.
Sigla di apertura
- Signalize!, di Waka, Fuuri, Sunao, Risuko from STAR☆ANIS (ep. 1-25)
- Diamond Happy (ダイヤモンドハッピー?), di Waka, Fuuri, Sunao from STAR☆ANIS (ep. 26-50)
- KIRA☆Power, di Waka, Fuuri, Sunao from STAR☆ANIS (ep. 51-75)
- SHINING LINE*, di Waka, Fuuri, Yuna from STAR☆ANIS (ep. 76-101)
- Du-Du-Wa DO IT!!, di Ruka, Mona, Miki from AIKATSU☆STARS! e Waka from STAR☆ANIS (ep. 102-126)
- Lovely Party Collection, di Ruka, Mona, Miki from AIKATSU☆STARS! (ep. 127-151)
- Lovely Party Collection (STARS! ver.), di Ruka, Mona, Miho, Miki, Nanase, Kana from AIKATSU☆STARS! (ep. 152)
- START DASH SENSATION, di Ruka, Mona, Miki from AIKATSU☆STARS! (ep. 153-178)

Sigla di chiusura
- Calendar Girl (カレンダーガール?), di Waka, Fuuri, Sunao from STAR☆ANIS (ep. 1-25, 125)
- Hirari/Hitori/Kirari (ヒラリ／ヒトリ／キラリ?), di Waka, Fuuri, Sunao, Remi, Moe, Eri, Yuna, Risuko from STAR☆ANIS (ep. 26-43, 45-50)
- Alice blue no kiss (アリスブルーのキス?), di Rey (ep. 44)
- Original Star☆彡 (オリジナルスター☆彡?), di Waka, Fuuri, Sunao, Remi, Moe, Eri, Yuna, Risuko from STAR☆ANIS (ep. 51-75)
- Precious, di Risuko, Waka, Fuuri, Mona from STAR☆ANIS (ep. 76-101)
- Good morning my dream, di Ruka, Mona, Miki from AIKATSU☆STARS! (ep. 102-124, 126)
- Tutu Ballerina (チュチュ・バレリーナ?), di Mona, Ruka, Miki from AIKATSU☆STARS! (ep. 127-152)
- lucky train!, di Ruka, Mona, Miki from AIKATSU☆STARS! (ep. 153-178)

#### CD
| Nº | Titolo CD                                                                    | Numero tracce        | Data uscita       |
| -- | ---------------------------------------------------------------------------- | -------------------- | ----------------- |
| 1  | Signalize! / Calendar Girl                                                   | 4                    | 21 novembre 2012  |
| 2  | TV Anime/Datacarddass "Aikatsu!" Audition Single 1 - First Live!             | 6                    | 26 dicembre 2012  |
| 3  | TV Anime/Datacarddass "Aikatsu!" Audition Single 2 - Second Show!            | 6                    | 31 gennaio 2013   |
| 4  | TV Anime/Datacarddass "Aikatsu!" Audition Single 3 - Third Action!           | 6                    | 27 febbraio 2013  |
| 5  | TV Anime "Aikatsu!" Insert Song Mini Album - Fourth Party!                   | 8                    | 26 giugno 2013    |
| 6  | Diamond Happy / Hirari/Hitori/Kirari                                         | 4                    | 26 giugno 2013    |
| 7  | TV Anime/Datacarddass "Aikatsu!" Original Soundtrack Aikatsu! No ongaku!! 01 | 40                   | 25 settembre 2013 |
| 8  | KIRA☆Power / Original Star☆彡                                                | 4                    | 23 ottobre 2013   |
| 9  | HI・KA・RI Shining♪                                                          | 9                    | 14 dicembre 2013  |
| 10 | "Aikatsu!" Insert Song Single 1 - Cool Mode                                  | 6                    | 21 dicembre 2013  |
| 11 | "Aikatsu!" Insert Song Single 2 - Sexy Style                                 | 3                    | 26 febbraio 2014  |
| 12 | TV Anime/Datacarddass "Aikatsu!" Best Album Calendar Girls                   | 12 (CD 1), 11 (CD 2) | 9 aprile 2014     |
| 13 | SHINING LINE* / Precious                                                     | 4                    | 30 aprile 2014    |

## Manga
Esistono diversi manga di Aikatsu!:
- Un oneshot di Banbi Shirayuki pubblicato sul numero di dicembre 2012 della rivista Ciao[16]
- Un manga interamente a colori, con capitoli di circa quattro pagine, cominciato nel numero di gennaio 2013 della rivista Pucci Gumi[17]. I primi otto capitoli adattano la prima serie e sono disegnati da Akane; i successivi sono disegnati da Nao Kodaka e adattano la seconda serie[18].
- Un manga di Banbi Shirayuki, cominciato nel numero di giugno 2013 di Ciao[19].
- Un altro manga di Banbi Shirayuki, completamente a colori e pubblicato nella collana Ciao Mook.

## Distribuzioni internazionali
L'anime è arrivato anche in Corea del Sud e Hong Kong. In Corea del Sud sono stati cambiati tutti i nomi dei personaggi e le canzoni sono state tradotte e cantate in coreano.
| Stato         | Canale/i televisivo | Data prima TV  | Titolo                                                              |
| ------------- | ------------------- | -------------- | ------------------------------------------------------------------- |
| Corea del Sud | Tooniverse          | 7 ottobre 2013 | I am Star! (아이 엠 스타！?)                                        |
| Hong Kong     | TVB Jade            | 7 gennaio 2014 | Xīng mèng xué yuán (星夢學園S, lett. "Accademia di stelle e sogni") |